# Caracca
La caracca (po./es. carraca; en. carrack)  era un grande veliero con tre o quattro alberi e bompresso sviluppato in Europa durante la c.d. "Età delle scoperte". Evoluzione dell'antica cocca nordeuropea per tramite della nau in uso a portoghesi e genovesi lungo le rotte che mettevano il Mar Mediterraneo in collegamento con i porti del Baltico, la caracca divenne il principale legno d'altura nel XVI secolo, usata dai portoghesi per i lunghi viaggi verso l'Oceano Indiano. Venne soppiantata nel corso del XVII secolo dal galeone che si era evoluto proprio dalla caracca.
Nella sua forma pienamente evoluta, la caracca fu la prima nave adatta alle lunghe tratte oceaniche, larga a sufficienza per affrontare il mare mosso e abbastanza spaziosa per portare sufficienti provvigioni. Aveva poppa alta ed arrotondata, con cassero molto pronunciato e bompresso, e prua rinforzata da un castello. Gli alberi, di altezza differente, montavano vela quadra davanti (albero maestro e albero di trinchetto) e latina sull'albero di mezzana. Come diretta progenitrice del galeone, la caracca fu una delle tipologie di nave più importanti della storia e mantenne la sua forma, salvo lievi modifiche evolutive, nel corso dei secoli.

## Etimologia
L'etimo "caracca" ha origine incerta, forse dall'arabo qaraqir, it. "nave mercantile", di per sé di origine sconosciuta (forse dal latino carricare, it. "per caricare una macchina", o dal greco καρκαρίς, it. "carico di legname") o dall'arabo القُرْقُورُ (Al-qurqoor) e da lì al greco κέρκουρος, it. "chiatta leggera" o "coda tagliata" (possibile riferimento alla poppa piatta della nave). L'attestazione nella letteratura greca riconduce a due aree strettamente correlate: certi mercantili leggeri e veloci trovati vicino Cipro e Corfù; le chiatte del Nilo al tempo della dinastia Tolemaica ad Ossirinco. Entrambi questi usi possono ricondurre al fenicio-accadico al kalakku, un tipo di chiatta fluviale, che si presume derivi da un antecedente sumero e può aver originato l'etimo kelek che indica oggi in arabo la zattera fluviale.
Soprattutto al principio della loro storia, le caracche continuarono ad essere chiamate nau in Portogallo, Spagna ed Italia, seppur l'uso specifico del nome fosse già diffuso in letteratura al principio del Cinquecento: es. "Queste cipolle, fave, e spezierie, perché sono cose calde e ventose, farebbono far vela a una caracca Genovese" (Clizia, Machiavelli, atto IV, scena II).

## Storia

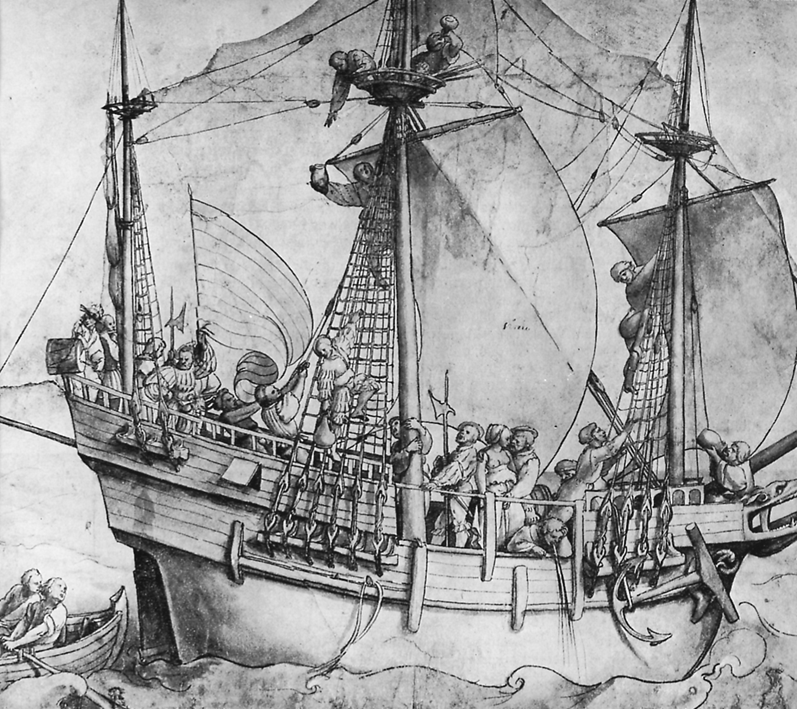
Piccola caracca - ill. del XVI secolo.

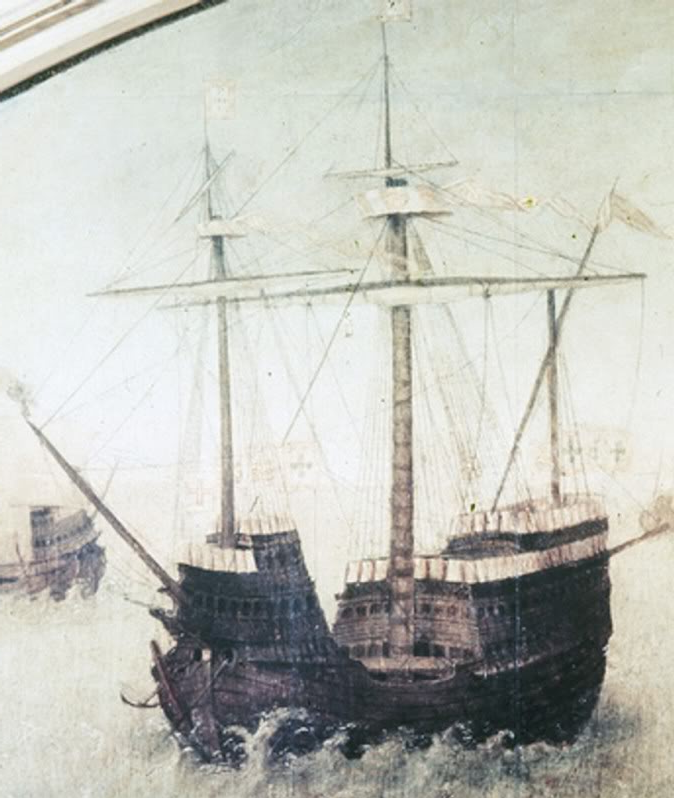
Grande caracca portoghese - ill. del XVI secolo.

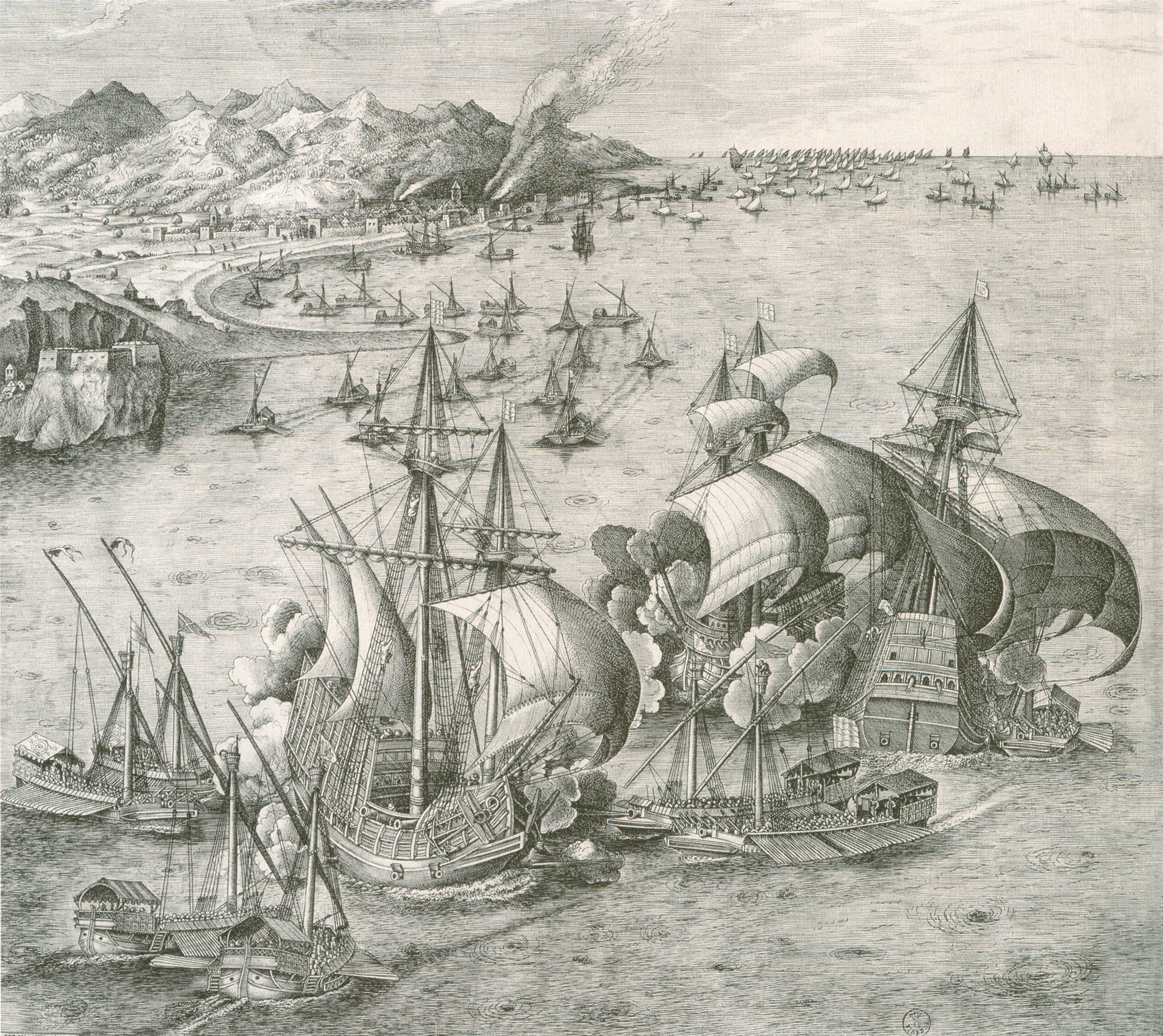
Battaglia navale tra caracche e galee.

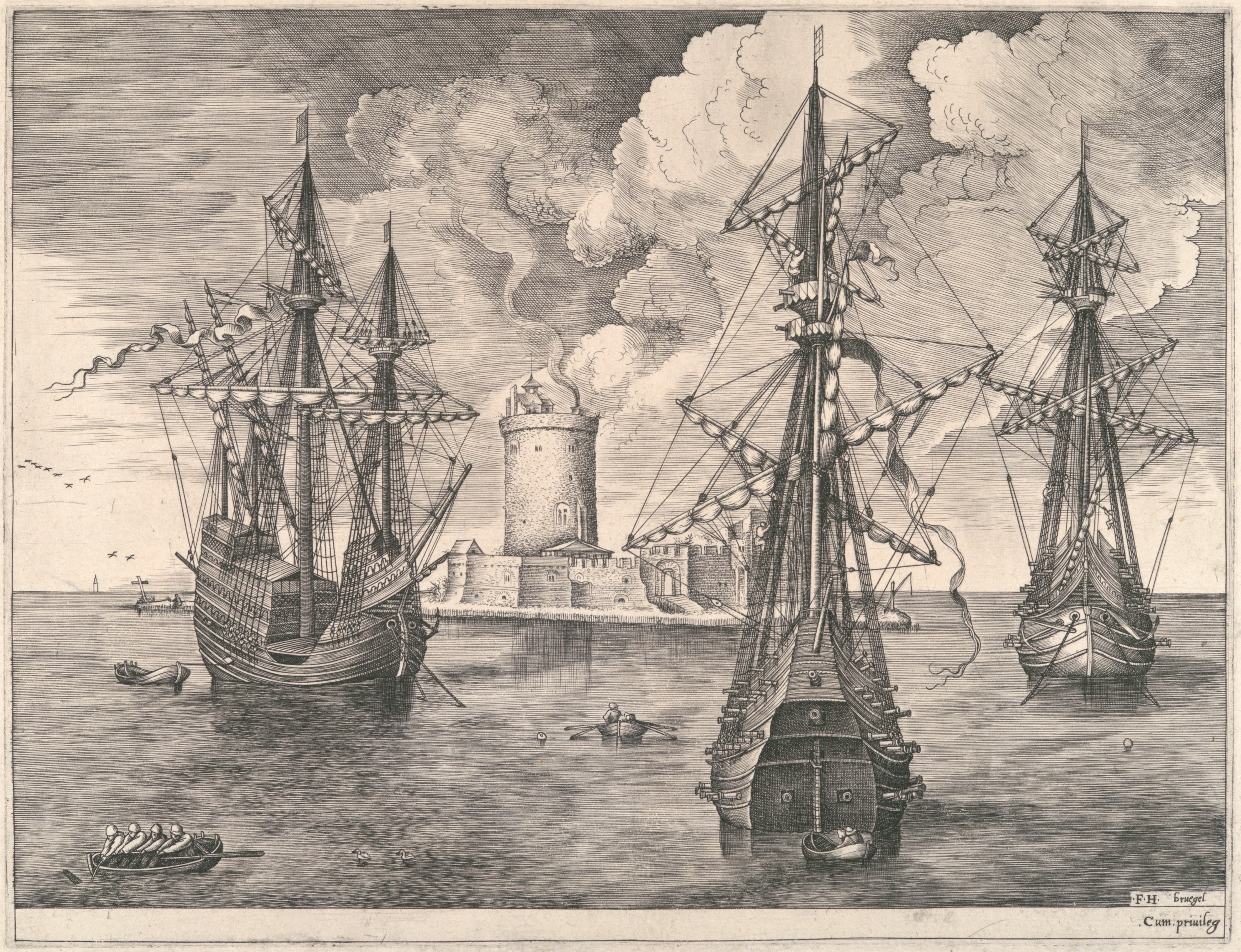
Caracche a 3 e 4 alberi.

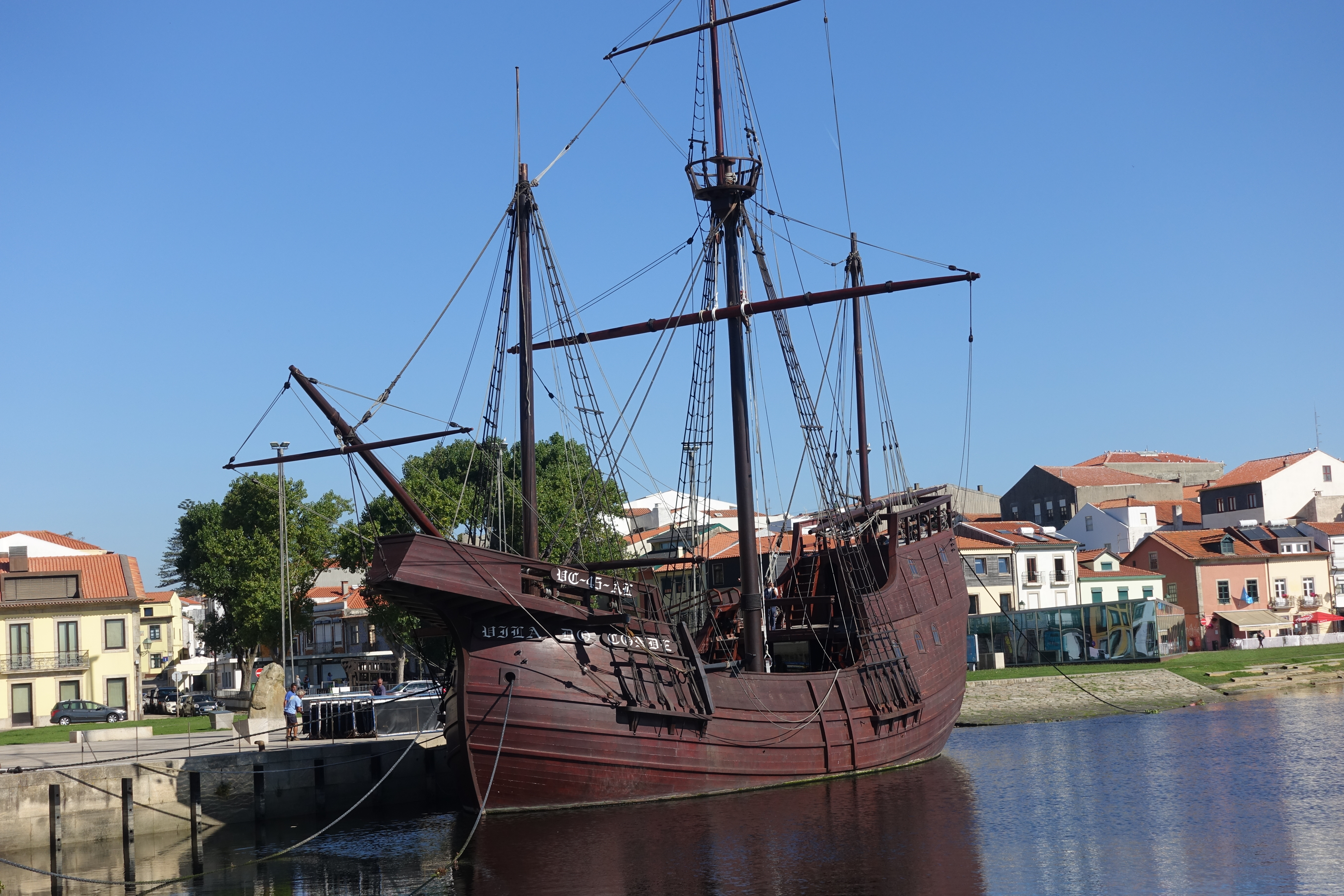
Replica di una piccola caracca del XV-XVI sec. a Vila do Conde (Portogallo).

### Origini
Lo sviluppo della caracca fu uno dei frutti dell'evoluzione della marineria durante l'Età delle scoperte. Evolvette dalla vecchia nau che i portoghesi ed i genovesi avevano sviluppato per collegare il Mar Mediterraneo con il Mar Baltico, per dotare le flotte del Regno del Portogallo, partite alla conquista della costa africana per volontà del principe Enrico il Navigatore, di un legno adatto a reggere lunghe tratte oceaniche come mezzo di supporto per le più agili caravelle e per le nau ancora in uso. La caracca si rivelò poi naviglio ideale per la guerra marittima perché massicciamente fortificato ed in grado di reggere il peso di diversi pezzi d'artiglieria.

Le prime caracche vere e proprie vennero costruite durante il regno di Giovanni II del Portogallo ma il loro uso capillare si diffuse solo al volgere del Quattrocento.

### Sviluppo
A partire dal 1498, il Portogallo avviò scambi diretti e regolari tra Europa e India (successivamente tutta l'Asia) passando per il Capo di Buona Speranza: una traversata di oltre 6 mesi, impensabile per navi differenti dalle caracche. La necessità di dotare la c.d. "Armata d'India" di navi adeguate allo scopo giocò un ruolo fondamentale nella crescita di stazza delle caracche: laddove l'ammiraglia São Gabriel di Vasco de Gama (una delle più grandi dell'epoca) nel 1497 dislocava 120 t, l'ammiraglia della flotta di Cabral nel 1500, la El-Rei, stazzava 240-300 t; la Flor de la Mar, costruito nel 1502, stazzava 400 e almeno una delle navi della flotta di Albuquerque del 1503 stazzava 600 t. Questo tasso di aumento nelle dimensioni delle navi, molto spinto al principio del Cinquecento, rallentò nel corso del secolo, fissando il dislocamento standard della caracca cinquecentesca a 400 t.
Nel 1550, regnante Giovanni III del Portogallo, furono costruiti alcuni colossi di 900 t per le rotte dell'India, nella speranza che navi più grandi avrebbero garantito economie di scala ma l'esito dell'esperimento fu negativo. Non solo i costi di allestimento di una nave così grande erano sproporzionatamente elevati, ma si dimostrarono insostenibili e inutili per navi destinate alle acque infide del Canale di Mozambico. Tre dei nuovi colossi si persero rapidamente sulla costa dell'Africa meridionale: il São João (900 t, costruito nel 1550, distrutto il 1552), il São Bento (900 t, costruito nel 1551, distrutto il 1554) e il più grande di tutti, il Nossa Senhora da Graça (1.000 t, costruito nel 1556, distrutto 1559). Queste perdite indussero Sebastiano I del Portogallo a emanare un'ordinanza nel 1570 che fissava il limite massimo delle caracche destinate alla rotta indiana a 450 t. Tuttavia, dopo l'Unione iberica del 1580, questo regolamento fu ignorato e i costruttori navali, probabilmente sollecitati dai mercanti che speravano di aumentare il carico in ogni viaggio, ripresero a produrre navi più grandi: le dimensioni delle caracche indiche fissarono una media di 600 t nel periodo 1580-1600, con diversi legni enormi di 1500 t (o superiori) che fecero la loro comparsa nel 1590. L'inutilità di queste enormi caracche tornò a farsi però manifesta quando, nell'agosto del 1592, il corsaro inglese Sir John Burroughs catturò l'enorme caracca Madre de Deus alle Azzorre (v. Battaglia di Flores). La Madre de Deus, costruita nel 1589, era una caracca di 1600 t, con sette ponti e un equipaggio di circa 600 uomini: la più grande nave portoghese giunta in India. Al comando di Fernão de Mendonça Furtado, la nave stava tornando da Cochin con un carico enorme quando fu catturata da Burrough: si stima che il valore del tesoro razziato su questa singola nave equivalesse alla metà dell'intero tesoro della corona inglese. La perdita di siffatto carico in un colpo solo confermò la follia di costruire navi così gigantesche. Le caracche destinate alla rotta indiana tornarono pertanto a dimensioni più piccole dopo la fine del secolo.
In media quattro caracche collegavano Lisbona a Goa (India), portando oro per acquistare spezie (soprattutto pepe) e altri oggetti esotici. Da Goa, una caracca puntava alla Cina dei Ming per acquistare seta.
A partire dal 1541, i portoghesi iniziarono a commerciare con il Giappone, scambiando seta cinese con argento giapponese. Nel 1550, la Corona portoghese iniziò a regolare gli scambi commerciali con il Sol Levante affittando la "capitaneria" annuale in Giappone al miglior offerente di Goa, conferendo cioè diritti commerciali esclusivi per una singola caracca destinata al Giappone ogni anno. Nel 1557, i portoghesi acquisirono Macao per sviluppare questo commercio in collaborazione con i cinesi, sino al 1638, quando lo Shogunato Tokugawa impose il Sakoku (鎖国? "paese incatenato" o "blindato") chiudendo il Giappone agli stranieri. I giapponesi chiamavano le caracche portoghesi Navi nere (黒船?, kuro fune) dal colore dello scafo, etimo che passò poi ad identificare qualsiasi natante occidentale giunto in Giappone a prescindere dalla bandiera.
Sempre durante il XVI secolo, quando divenne la nave tecnologicamente più avanzata su piazza, dalla caracca si sviluppò il galeone, naviglio progettato per un impiego prettamente bellico. La caracca, in ragione della sua grande capacità di carico, restò comunque in uso sino al XVII secolo.

## Caratteristiche
La caracca aveva poppa alta ed arrotondata (ma non rotonda, com'era invece nella cocca), con cassero molto pronunciato e bompresso, e prua rinforzata da un castello. Nel caso delle caracche espressamente destinate dalla guerra, il castello di prua poteva essere molto alto: ben quattro ponti di altezza nella Great Harry, nave da guerra di Enrico VIII d'Inghilterra.
Gli alberi, di altezza differente, erano l'albero di trinchetto e di maestra (il più alto) a vele quadre, formati da fuso maggiore e albero di gabbia, e l'albero di mezzana a vele latine. Era a volte presente un quarto albero detto "di bonaventura" anch'esso armato a vela latina.
Le differenze tra la caracca e la nau erano: il dislocamento maggiore (le nau non superavano le 500 t); lo scafo rinforzato da cintura corazzata e costolonatura in legno (c.d. bulárcamas), con impianto di perforazione più sofisticato; i castelli di poppa e prua molto più pronunciati e sviluppati; gli alberi di dimensioni differenti, tutti dotati di coffa, e l'uso più libero della vela latina (nella nau relegata al solo albero di mezzana).
Una caracca a tre alberi standard (es. la São Gabriel di de Gama) aveva 6 vele in tutto: vela di trinchetto con basso parrocchetto, vela maestra con bassa gabbia, vela di mezzana e vela di bompresso.
Nel Quattrocento, le caracche avevano un dislocamento equiparabile alle grosse nau (500-600 t) ma, al termine del secolo successivo, divennero i navigli più grandi dell'epoca, con un peso spesso superiore alle 1.000 t (a volte anche 2.000 t) ed enormi capacità di carico: la Madre de Deus poteva stivare 900 t.
Secondo Gaspar Correia, la caracca da combattimento aveva: sei pezzi pesanti sottocoperta, otto falconetti in coperta, diversi archibusoni e due pezzi fissi che sparavano dall'albero. Sebbene una caracca "d'armata" trasportasse più potenza di fuoco di una caravella, era molto meno rapida e manovrabile, specialmente a pieno carico. I cannoni di una caracca erano principalmente difensivi o per i bombardamenti di supporto contro la terraferma. Nel complesso, i combattimenti in mare venivano generalmente lasciati alle caravelle armate. Lo sviluppo del galeone rimosse poi la necessità di far valere la potenza di fuoco delle caracche (nella maggior parte dei casi).
Il successo ingegneristico lusitano dipendeva dalle innovazioni del XV secolo nella costruzione navale che migliorarono notevolmente la navigabilità e longevità dei navigli: chiodi di ferro (anziché pioli di legno) per contenere le assi; la miscelazione del piombo nelle cuciture e una tecnica di calafataggio che migliorava il tradizionale rovere con la pasta "galagala" (una specie di mastice pressato tra le assi ottenuto miscelando quercia, lime e olio); l'abbondante rivestimento di pece e catrame di pino (importati in grandi quantità dalla Germania settentrionale) che dava allo scafo il caratteristico (per alcuni osservatori, "sinistro") colore scuro, da cui il soprannome nipponico dei legni portoghesi: "Navi nere" (v. sopra).

## Famose caracche
- Dauphine: nave ammiraglia dell'esploratore Giovanni da Verrazzano.
- Gemma Querina: il 25 aprile 1431 Pietro Querini, Patrizio veneziano (N.H.) della potente famiglia Querini, salpò da Candia verso le Fiandre con sessantotto uomini.
- Gran Carracca: una caracca in forza ai Cavalieri Ospitalieri di Malta.[11]
- Grande Hermine: la caracca con cui Jacques Cartier risalì il grande fiume San Lorenzo.
- Great Michael: caracca scozzese, a suo tempo (varata nel 1511) la più grande nave d'Europa. Venne poi venduta alla Francia per gli eccessivi costi di mantenimento e prese presumibilmente parte alla Battaglia del Solent nel 1545.[12]
- Madre de Deus, a suo tempo una delle più grandi navi del mondo, con una capacità di carico di 900 t.[10]
- Mary Rose e Henri Grâce à Dieu (anche Great Harry): grandi caracche da guerra (tra le prime "Great Ships" della Royal Navy) commissionate da Enrico VIII; presero parte alla Battaglia del Solent; commissionata per superare le dimensioni della Great Michael scozzese, la Great Harry fu, al varo (1541), la più grande e la più potente nave da battaglia d'Europa[13].
- Santa Anna, una caracca dell'ordine religioso cavalleresco dei Cavalieri Ospitalieri, in servizio dal 1522 al 1540. La caratteristica principale che la distingueva dalla navi del periodo era lo scafo rivestito di piombo. Secondo taluni storici tale rivestimento aveva la funzione di corazzatura, e per questo talvolta è annoverata tra i primi esempi di nave corazzata.[14][15][16] Secondo altri, si trattava più semplicemente di un espediente per aumentare la tenuta stagna.[17]
- San Antonio: la cui distruzione al largo della baia di Gunwalloe quasi portò a una guerra tra Portogallo e Inghilterra.
- Santa Caterina: catturata dalla Compagnia Olandese delle Indie Orientali a Singapore nel 1603.[18][19]
- Santa Catarina do Monte Sinai, una grande caracca da guerra costruita dai portoghesi in India, usata da Vasco de Gama come ammiraglia nel suo terzo viaggio in India (1524)[20], misteriosamente scomparsa nell'estate del 1525.[21]
- Victoria: la prima nave che circumnavigò il globo dal 1519 al 1522. L'11 agosto 1519 cinque caracche spagnole salparono dal porto di Siviglia con 243 uomini. Solo la Victoria, comandata dal capitano Juan Sebastián Elcano con solo 18 sopravvissuti rientrò l'8 settembre 1522.

## Galleria d'immagini

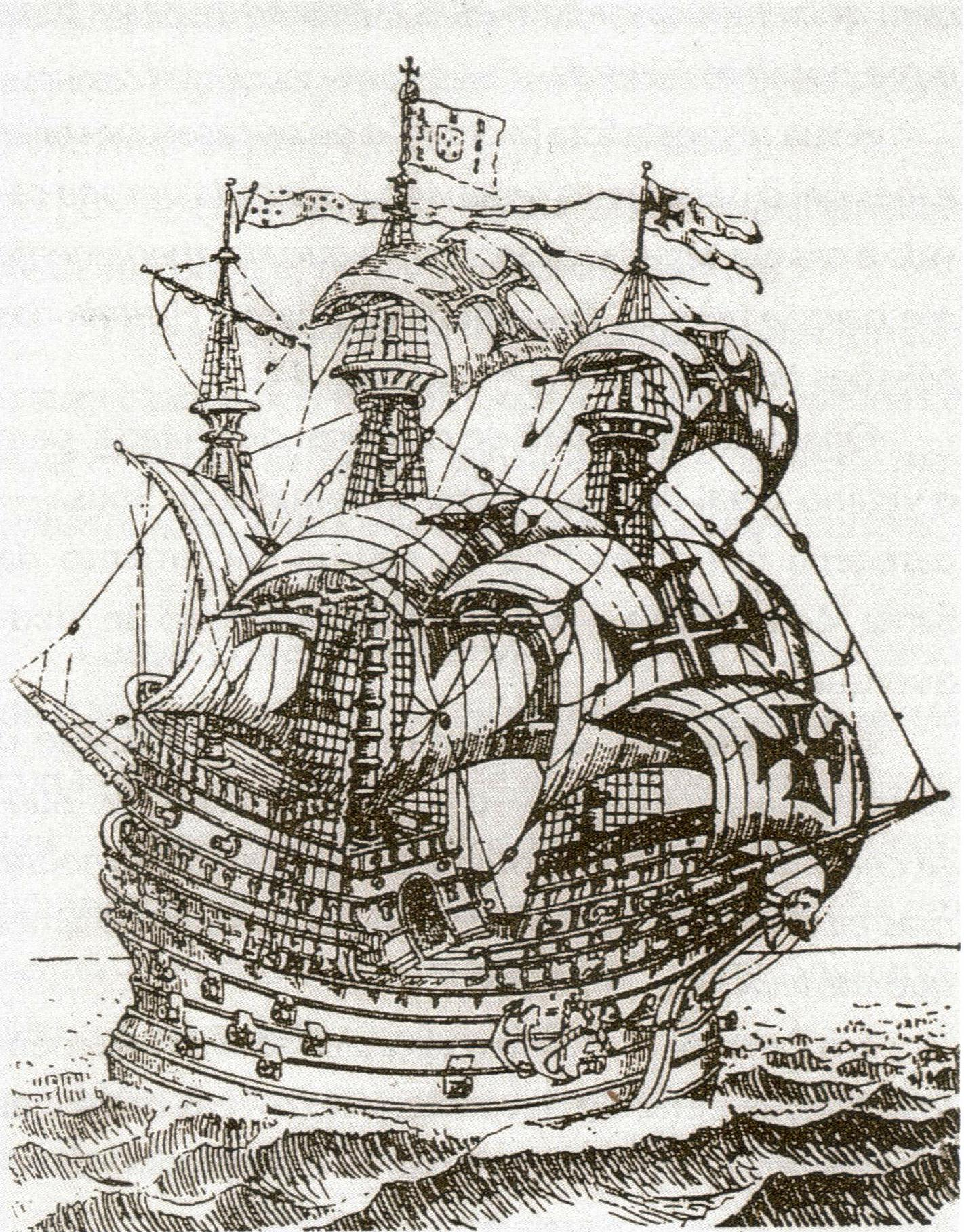
La caracca Flor de la Mar (varata 1501-1502), nel "Roteiro de Malaca" (XVI secolo)
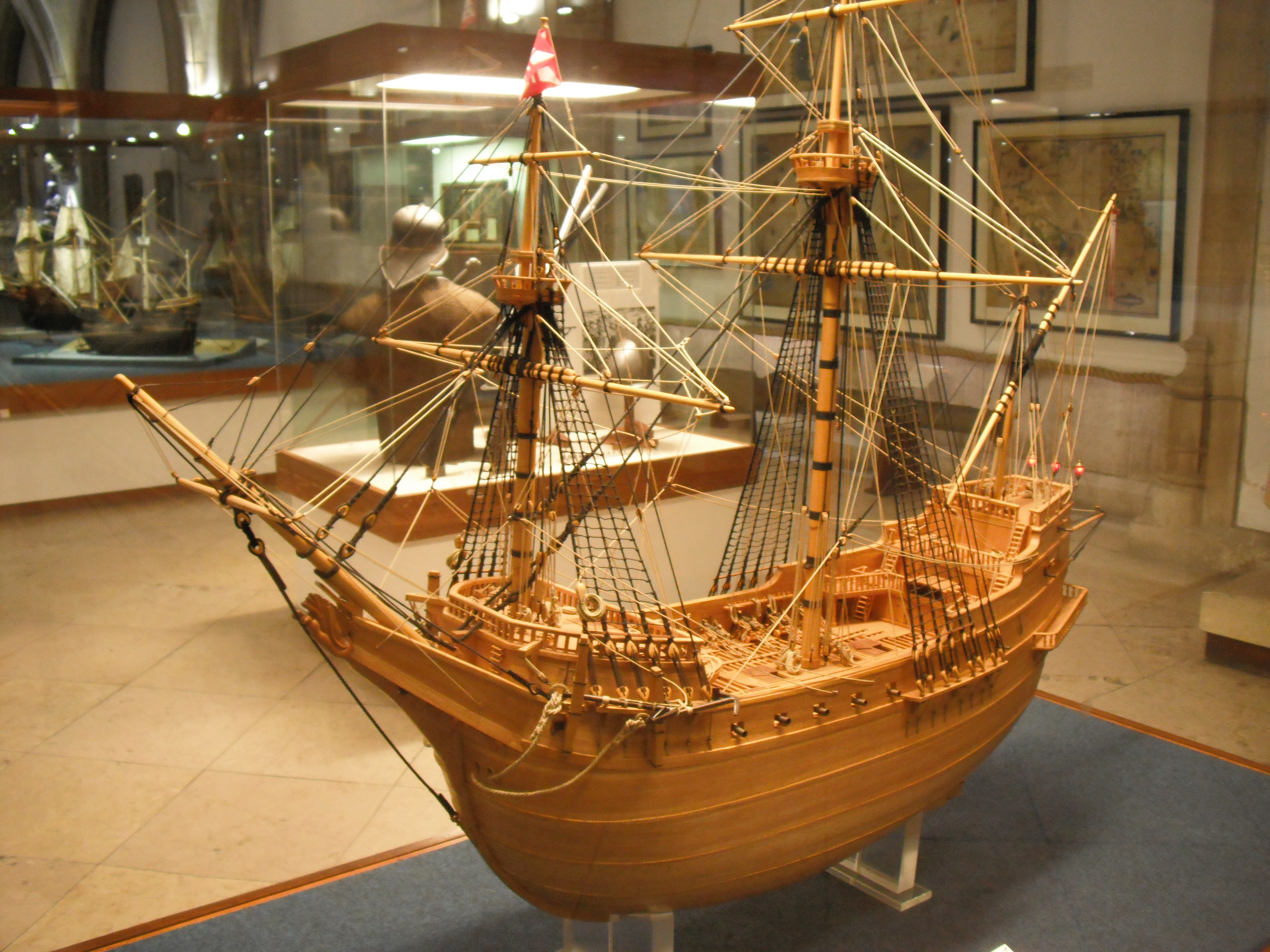
Modello museale della caracca Madre de Deus.
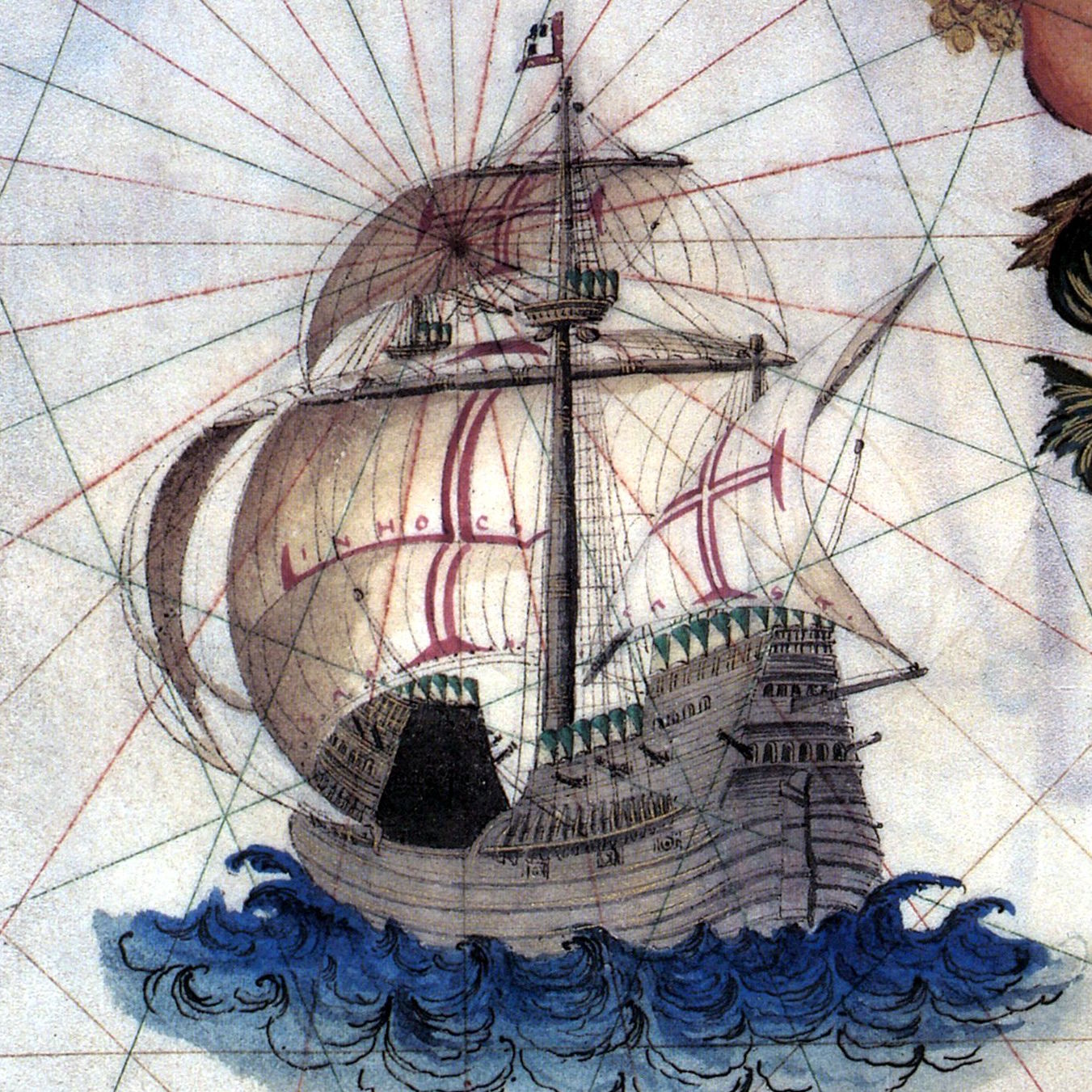
Caracca portoghese in una mappa del 1565.
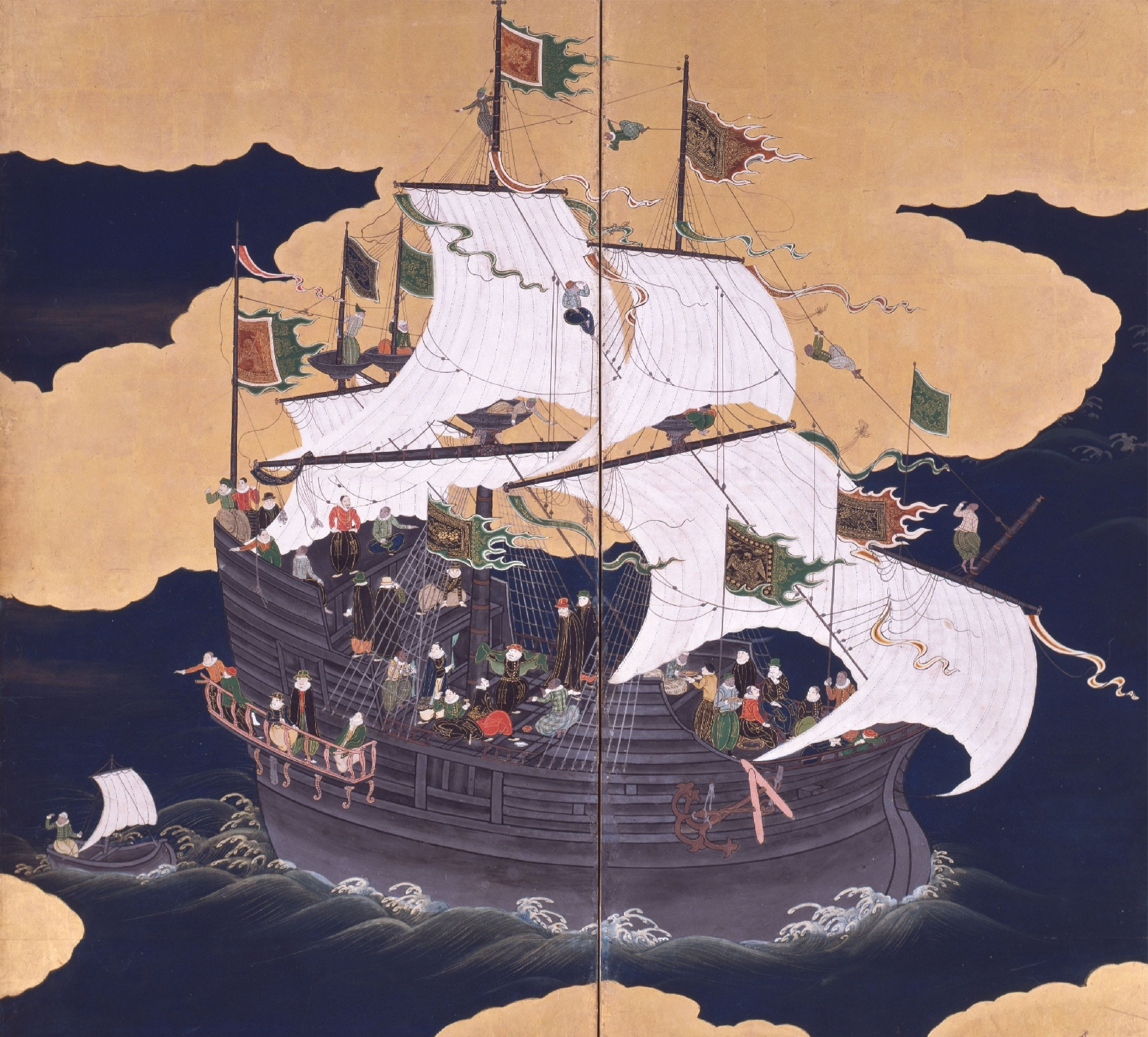
Caracca portoghese dipinta dai giapponesi quale "kurofune" (it. "nave nera").